# Ross Hunter
Ross Hunter, nato Martin Terry Fuss (Cleveland, 6 maggio 1920 – Los Angeles, 10 marzo 1996), è stato un produttore cinematografico e attore statunitense.

## Filmografia parziale

### Produttore
- Jeff lo sceicco ribelle (1951) - coproduttore
- Nervi d'acciaio (1952) - coproduttore
- Il figlio di Alì Babà (1952) - coproduttore
- Portami in città (1953)
- Desiderio di donna (1953)
- I senza legge (1953)
- Il figlio di Kociss (1954)
- Magnifica ossessione (1954)
- Anatomia di un delitto (1954)
- Sangue e metallo giallo (1954)
- Il ribelle d'Irlanda (1955)
- Casa da gioco (1955)
- Secondo amore (1955)
- I pionieri dell'Alaska (1955)
- Quella che avrei dovuto sposare (1956)
- Inno di battaglia (1957)
- Tammy fiore selvaggio (1957)
- L'impareggiabile Godfrey (1957)
- La tentazione del signor Smith (1958)
- Il frutto del peccato (1958)
- Uno sconosciuto nella mia vita (1959)
- Lo specchio della vita (1959)
- Il letto racconta (1959)
- Ritratto in nero (1960)
- Merletto di mezzanotte (1960)
- Dimmi la verità (1961)
- Il sentiero degli amanti (1961)
- Una sposa per due (1961)
- Il sole nella stanza (1963)
- Quel certo non so che (1963)
- Il giardino di gesso (1964)
- Vorrei non essere ricca! (1964)
- L'arte di amare (1965)
- Come utilizzare la garconniere (1966)
- Millie (1967)
- Airport (1970)
- Orizzonte perduto (1973)
- Morte allo stadio del ghiaccio - film TV (1975)
- I boss del dollaro - serie TV, 4 episodi (1976)
- Stagione d'amore - film TV (1978)

### Attore
- Louisiana Hayride, regia di Charles Barton (1944)
- Ever Since Venus, regia di Arthur Dreifuss (1944)
- She's a Sweetheart, regia di Del Lord (1944)
- A Guy, a Gal and a Pal, regia di Budd Boetticher (1945)
- Hit the Hay, regia di Del Lord (1945)
- Out of the Depths, regia di D. Ross Lederman (1945)
- L'amore a Sigma Chi (Sweetheart of Sigma Chi), regia di Jack Bernhard (1946)